# رالف مودي (ممثل)
رالف مودي (بالإنجليزية: Ralph Moody)‏ هو ممثل أمريكي، ولد في 5 نوفمبر 1886 في سانت لويس في الولايات المتحدة، وتوفي في 6 سبتمبر 1971 في بربانك في الولايات المتحدة.

## وصلات خارجية
- رالف مودي على موقع IMDb (الإنجليزية)
- رالف مودي على موقع أول موفي (الإنجليزية)
- رالف مودي على موقع قاعدة بيانات الفيلم (الإنجليزية)